# Karczunek (powiat chełmski)
Karczunek – kolonia w Polsce położona w województwie lubelskim, w powiecie chełmskim, w gminie Wierzbica.
Wierni Kościoła rzymskokatolickiego należą do parafii św. Stanisława w Wereszczynie.
W latach 1975–1998 miejscowość należała administracyjnie do województwa chełmskiego. Według Narodowego Spisu Powszechnego (III 2011 r.) liczyła 69 mieszkańców i była osiemnastą co do wielkości miejscowością gminy Wierzbica.

## Części wsi
| SIMC    | Nazwa          | Rodzaj             |
| ------- | -------------- | ------------------ |
| 0109330 | Marcinowa Niwa | część miejscowości |